# تراول سرویس لهستان
تراول سرویس لهستان (به انگلیسی: Travel Service Polska) یک شرکت هواپیمایی با کد یاتا 3Z است که در ۱ مه ۲۰۱۲ میلادی تأسیس شده‌است. دفتر مرکزی تراول سرویس لهستان در ورشو، لهستان واقع شده‌است.